# Alberto Iñurrategi
Alberto Iñurrategi (ur. 3 listopada 1968 w Aretxabalecie w Kraju Basków) – hiszpański alpinista i himalaista. Jako dziesiąty człowiek na świecie zdobył Koronę Himalajów.
W lipcu 2000 r. Alberto Iñurrategi przeżył osobistą tragedię – śmierć brata Felixa (również himalaisty) – podczas zejścia z wierzchołka Gaszerbrumu II, swojego dwunastego ośmiotysięcznika.

## Zdobyte ośmiotysięczniki
- 30 września 1991 – Makalu
- 25 września 1992 – Mount Everest
- 24 sierpnia 1994 – K2
- 1995 – Czo Oju
- 1995 – Lhotse
- 6 maja 1996 – Kanczendzonga
- 1996 – Sziszapangma
- 1997 – Broad Peak
- 1998 – Dhaulagiri
- 1999 – Nanga Parbat
- 2000 – Manaslu
- 2000 – Gaszerbrum II
- 2001 – Gaszerbrum I
- 16 maja 2002 – Annapurna